# Tjålmejaure (Jokkmokks socken, Lappland, 735101-169408)
Tjålmejaure är en sjö i Jokkmokks kommun i Lappland och ingår i Luleälvens huvudavrinningsområde.